# André Borrmann
André Borrmann (* 17. Februar 1978 in Jena) ist Professor und Lehrstuhlinhaber an der Technischen Universität München (TUM) und Direktor des TUM Georg Nemetschek Instituts. Er lehrt und forscht im Bereich der digitalen Methoden für das Bauwesen mit Fokus auf Künstlicher Intelligenz und Building Information Modeling.

## Werdegang
Nach dem Studium des Bauingenieurwesens von 1997 bis 2003 an der Bauhaus-Universität Weimar und der Informatik an der Universidad Polytécnica de Madrid promovierte André Borrmann 2007 an der Technischen Universität München.
Seit 2011 ist er Professor an der Technischen Universität München und leitet seit 2012 den Lehrstuhl für Computergestützte Modellierung und Simulation, der im Jahr 2025 in "Lehrstuhl für Computing in Civil and Building Engineering" umbenannt wurde.
Von 2013 bis 2025 war er Sprecher des Leonhard Obermeyer Center of Digital Methods for the Built Environment und von 2021 bis 2022 Interimsdirektor des Georg Nemetschek Instituts der TUM.
Von 2016 bis 2021 fungierte er als Sprecher des Arbeitskreises Bauinformatik, dem Zusammenschluss der Bauinformatik-Lehrstühle im deutschsprachigen Raum.
Seit 2025 leitet er als Direktor das TUM Georg Nemetschek Institute - AI for the Built World.

## Forschung
Zu André Borrmanns Forschungsgebieten gehören die technologische Weiterentwicklung des Building Information Modeling (BIM) u. a. in den Bereichen verteilte Zusammenarbeit, Code Compliance Checking und Semantic Reasoning sowie die Adaption von Verfahren der Künstlichen Intelligenz für die Anwendung im Bauwesen, u. a. zur Verarbeitung von fotografischen Aufnahmen und Punktwolken, um automatisiert digitale Zwillinge von Bauwerken zu erstellen.
André Borrmann ist Mitherausgeber von vier Büchern, Koautor von mehr als 350 begutachteten Publikationen und hat mehrere internationale Auszeichnungen für seine Forschungsarbeit erhalten.
Neben seiner Forschungstätigkeit treibt André Borrmann auch die Etablierung von BIM in der Praxis aktiv voran. Er ist Mitautor des 2015 veröffentlichten Stufenplans "Digitales Planen und Bauen" des Bundesverkehrsministeriums und ist seit 2019 im nationalen BIM-Kompetenzzentrum BIM-Deutschland aktiv. Er ist Mitglied des DIN-Fachbeirats „Building Information Modeling“, der CEN-Fachgruppe TC442 und des ISO Technical Committee ISO/TC 59/SC 13 und hat an der VDI-Richtlinienreihe 2552 mitgewirkt. Darüber hinaus engagiert er sich in der Standardisierungsorganisation buildingSMART, in deren Rahmen er vor allem an Projekten zur Erweiterung des IFC-Standards für den Infrastrukturbereich arbeitet.

## Auszeichnungen (Auswahl)
- 2024: Konrad-Zuse-Medaille für Verdienste um die Informatik im Bauwesen[4]
- 2022: Smith Prize of the European Council of Computing in Construction (EC3)
- 2021: Thorpe Medal of the European Council of Computing in Construction (EC3)
- 2009: Best Paper Award of the ASCE Journal of Computing in Civil Engineering 2009

## Publikationen (Auswahl)
- André Borrmann: Computerunterstützung verteilt-kooperativer Bauplanung durch Integration interaktiver Simulationen und räumlicher Datenbanken. Shaker, Aachen 2009, ISBN 978-3-8322-7086-5.
- Willibald A. Günthner, André Borrmann (Hrsg.): Digitale Baustelle – innovativer Planen, effizienter Ausführen. Springer Verlag, Berlin / Heidelberg 2011, ISBN 978-3-642-16485-9.
- André Borrmann u. a.: Building Information Modeling. Technologische Grundlagen und industrielle Praxis. Springer Vieweg, Wiesbaden 2021, ISBN 978-3-658-33360-7.